# Fender Eric Clapton Signature Stratocaster
A Fender Eric Clapton Signature Stratocaster a Fender által gyártott „signature” gitár modell, ami annyit jelent, hogy az adott eszközt Eric Clapton elképzelései szerint készítik el, amit aztán bárki megvásárolhat. Ez volt az első „signature” modell, amit a Fender valaha gyártott. A gitár az „Artist” sorozathoz tartozik.

## A gyártásba kerülés előzményei
1981-ben a Fender már informálisan tárgyalt a legendás gitárossal James Burtonnel, hogy egy signature Telecaster modellt hozzanak létre együtt, de erre 1990-ig nem került sor. Jeff Becket is megkeresték, de ő elutasította az ajánlatot egészen 1991-ig, amikor végül egy 1987-es Stratocaster Plus alapjaira kialakítva megjelentették a Jeff Beck Signature Stratocastert.
Eric Clapton bár már a 60-as évek közepén játszott Fender Telecasteren, és Jazzmasteren a The Yardbirdsben, a Cream-es időszakára a Gibson Les Paul, Firebird, ES-335 és SG használata volt jellemző. Aztán 1970-ben egy 1956-os „tobacco sunburst” Stratocastert kezdett használni, amit „Brownie” becenévvel illetett. Ezt a gitárt hallhatjuk – a Derek and the Dominos nevű új együttesével – a Layla and Other Assorted Love Songs című mérföldkőnek számító lemezen. Ezt a döntést befolyásolta Steve Winwood aki később társa lett a Blind Faith-ben – Clapton elmondása alapján, amikor meglátta Winwoodot Stratocasteren játszani, akkor döntötte el, hogy neki is kell. Clapton első Stratocastere, Brownie után egy évvel, vásárolt 6 db Strat-ot Nashville-ben (Tennessee), ezekből hármat elajándékozott (George Harrison, Steve Winwood és Pete Townshend kaptak egy-egy hangszert), a maradék három legjobbnak tűnő alkatrészeit összeválogatva épített saját részére egy gitárt, amit „Blackie”-nek (Mocsok) nevezett el. Ez a gitár aztán sok-sok éven át elkísérte, „a part of me” (egy részem) jelzővel illette. Később mindkét gitárt elárvereztette egy aukción, és a befolyt pénzt jótékony célra fordította.

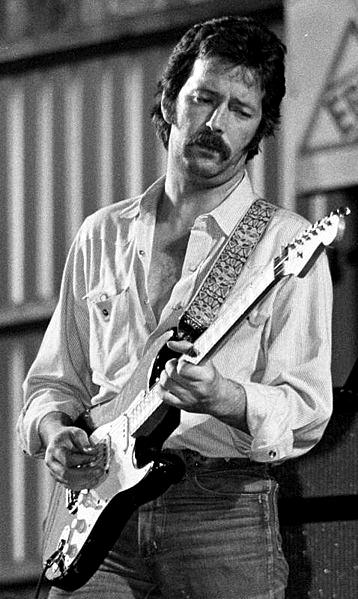
Eric Clapton 1977-ben „Blackie”-vel

Az 1980-as évek közepére a „Blackie” eléggé elhasználódott, egyre nehezebb volt koncertről koncertre színpadképes állapotba hozni. Az éppen alakuló új Fender részleg a – Custom Shop – elkezdett Eric-kel egy „signature” gitár tervein dolgozni, ami kiválthatja az eredeti hangszert. 1985-ben Dan Smith megkereste Claptont, hogy tárgyaljanak a gitár technikai paramétereiről, és a piacra bocsátásról. Clapton akkor azt mondta, hogy a „Blackie”-ről szeretne egy pontos másolatot – hiszen ebben az időszakban az volt a kedvenc gitárja színpadon, és stúdióban egyaránt. Kiemelte, hogy lágy „V” (soft V) profilú nyakat képzel el a gitárnak – mint a korai Martinoknak. A Fender elkészítette a nyakat, és egy Stratocaster Elite modellre tették rá. Az Elite jellegzetessége volt egy 12 dB-es középtartomány kiemelő (midboost) áramkör (tervezői: James Demeter, és John Carruthers), amely az egytekercses (single coil) hangszedőknek olyan hangszínt kölcsönzött, mintha dupla-tekercses (humbucker) hangszedők szólnának a gitárban. Ericnek nagyon tetszett ez hangzás és azt mondta, hogy meg akarja tartani a majdani gitárban – bár kicsit továbbfejlesztve. Így 25 dB-re emelték a körül-belül 500 Hz-en szabályozó középtartomány kiemelést. Az eredeti Elite hangszedőket Lace Sensor Goldra cseréltette.
Ebben a felállásban George Blanda két gitárt épített neki egy szürke ón (Pewter), és egy piros (Torino Red) színűt. Ezeket a gitárokat láthatjuk a Prince Trust Live Aid, a Live at Montreux és a Eric Clapton and friends Live 1986 DVD-ken 1986-ból. Ezek a gitárok 21 bundosak voltak, majd a pewter színű kapott egy 22 bundos nyakat, aztán pedig 1989-ben ugyanennek a gitárnak a testét Michael Stevens átfestette zöld (Candy Green) színre. 1990-ben Clapton személyes kérésére ezt a nyakat eltávolították, majd egy fekete (Black) testtel építette újra J. W. Black mesterépítő. Ez a gitár (Smoker's Model-nek nevezték tréfából, mert Clapton gyakran tett égő cigarettát a fejre a húrok alá szorítva) lett aztán az alapja a később gyártásba, és piacra kerülő Fender Stratocaster Eric Clapton Signature modellnek, amit először Candy Green (zöld), Pewter (ón szürke), Torino Red (piros) színekben lehetett kapni, majd 1991-től Black (fekete), 1994-től Olympic White (fehér) színekben is elérhetővé vált. A Smoker's model lett Clapton fő hangszere 1988, és 1993 között.

## Tulajdonságok
Clapton kifejezett kérésére „soft V” profilú nyakkal látták el – mint a Clapton kedvenc Martin akusztikus gitárján található nyak – , az Eric által „kompresszált”-nak nevezett hangzást elősegítő áramkörrel, ami segített azt a hangzást létrehozni amit a Cream-ben használt, és a védjegyévé vált (Clapton „Woman Tone”-nek nevezte ezt a hangszínt). Így sikerült egy gitárban ötvözni a humbuckeres Gibson gitárok jellegzetes hangját a Fender Stratocaster páratlan komfortérzetével, és sokoldalúságával. A korai típusokon 1986/87-ben (ezek nem kerültek piacra) 21 érintős nyak volt (ezt később 22 bundosra változtatták), 21 dB-es midboost áramkör (ez a végső példányokon 25 dB-re módosult), és volt rajta egy aktív/passzív áramkör kapcsoló (ezt a piacra került modelleken elhagyták).
Az 1988-ban kiadott végső modellt az 1957-es Strat mély kontúrjainak megfelelő éger testtel, egy darabból készült „soft V” profilú jávor nyakkal, 9,5"-os fogólap rádiusszal, „Bi-Flex” nyakmerevítő-pálcával, blokkolt (kifektetett) vintage tremolóval, Gotoh/Kluson hangoló kulcsokkal, egyrétegű, fehér, 8 lyukú koptatólappal, 3 db Fender Lace Sensor Gold hangszedővel, aktív 25 dB-es midboost, és úgynevezett TBX áramkörökkel látták el. A fekete színű modelleken a fejen az aláírás alatt megtalálható a BLACKIE felirat – jóllehet ezek a példányok is teljesen megegyeznek a többivel, viszont az eredeti „Blackie” gitártól nagy fokban eltérnek.
Az egyik különlegessége ezeknek a gitároknak az úgynevezett „kifektetett tremoló”, mert bár Clapton soha nem használ tremoló kart, a fix húrlábas (hard-tail) Stratocaster hangját nem kedveli. Így egy normál „American Vintage Tremolo” egység blokkját nekifektették a testnek, és egy fadarabbal biztosították az elmozdulás ellen. Külön érdekesség, hogy 1991-ben Eric engedélyt adott arra, hogy rózsafa fogólappal is készüljön a modell – azért, hogy azok a gitárosok se legyenek kizárva a vásárlásból akik nem kedvelik a jávor fogólapot – ezeket kizárólag ebben az évben gyártották, és végül mindössze 94 db készült el, olyan csekély volt az érdeklődés iránta.
2000-ben Clapton a saját gitárján lecseréltette a hangszedőket „Vintage Noiseless”-re, ami hamarosan – 2001 júliusában – a piacra kerülő modellekbe is belekerült. Ezt a hangszedőt korábban a Fender az „American Deluxe” sorozatnál használta. Clapton egyébként jelenleg mindkét hangszedőt használja – a „Vintage Noiseless”-t gyakrabban, a „slide” játéknál pedig a Lace Sensor Gold-ot részesíti előnyben.
2004-ben a „Custom Shop” is kiadta a saját változatát kétféle sötétkék árnyalatban („Midnight Blue”, „Mercedes Blue”), illetve fekete („Black”) színekben. Néhány modell készült arany („Gold Leaf”), ón szürke („Pewter”), fehér („Olympic White”) színekben, aranyozott szerelékkel, és balkezes változatban is, továbbá az „Olympic White”, és a „Pewter” színeknél lehetett választani egy úgynevezett „Thinskin” opcót, amely azt jelentette, hogy vékonyabb festékréteget vittek a fára, amely így jobban át tudta venni a húrok rezgését – optimálisabb hangzást elérve. A „Thinskin” felületkezelés hátránya a nagyfokú érzékenység a mechanikai sérülésekre. A „Custom Shop” modellek egyéb specifikációikban szinte teljesen megegyeznek a hagyományos modellekével azzal a különbséggel, hogy 2004 és 2009 között „TBX” áramkör nélkül készültek, majd 2009-től a „Teambuilt” (csapat épített) gitárok „TBX” áramkörrel, „Masterbuilt” (mesterépítő által épített") példányok anélkül kaphatóak. A „Custom Shop” példányokon megtalálható az „Original Contour Body” logó (ez a hagyományos példányokról hiányzik, a helyén Eric Clapton aláírása látható), és az aláírás a fej hátuljára került.

## Konstrukciós, és dizájn variációk
A Custom Shop-nál számos változatú gitár készült az évek során Eric Clapton számára, amelyek kisebb-nagyobb mértékben eltérnek a hagyományos modelltől. Készült kőris testtel, arany szerelékkel, festett fejjel („matching headstock”), és még egyéb változatokban is J. W. Black mesterépítő által. Több ilyen gitár elárverezésre került, a befolyt összeget pedig az Eric Clapton által 1998-ban alapított, és támogatott Crossroads Centre Antigua nevű alkohol és drogfüggő betegek rehabilitációjával foglalkozó intézmény javára fordították. Ilyen elárverezett gitár például a Gold Leaf Stratocaster, és a Crashocaster.

### A Fender Gold Leaf Stratocaster (1996)
Az eredeti Gold Leaf Stratocaster-t Mark Kendrick mesterépítő 1996-ban építette Clapton számára a Fender cég fennállásának 50. évfordulója alkalmából. Eric az 1997-es évben főképpen ezt a gitárt használta. 2001-ben a Christie’s aukciós cégen keresztül árverezésre bocsátotta a gitárt, ahol 455 000 dolláros áron kelt el.
A Fender Custom Shop 2005-ben egy limitált 50-es példányszámban újra kiadta a Gold Leaf Stratocaster-t. Ezek a példányok abban különböztek az 1996-ostól, hogy Vintage Noiseless hangszedőkkel, és normál hangszín potméterekkel rendelkeztek - míg az eredetiben Fender Lace Sensor Gold hangszedők, illetve TBX áramkör volt.

### A Fender Stratocaster ST-54LS 100 Crafted in Japan (1998)

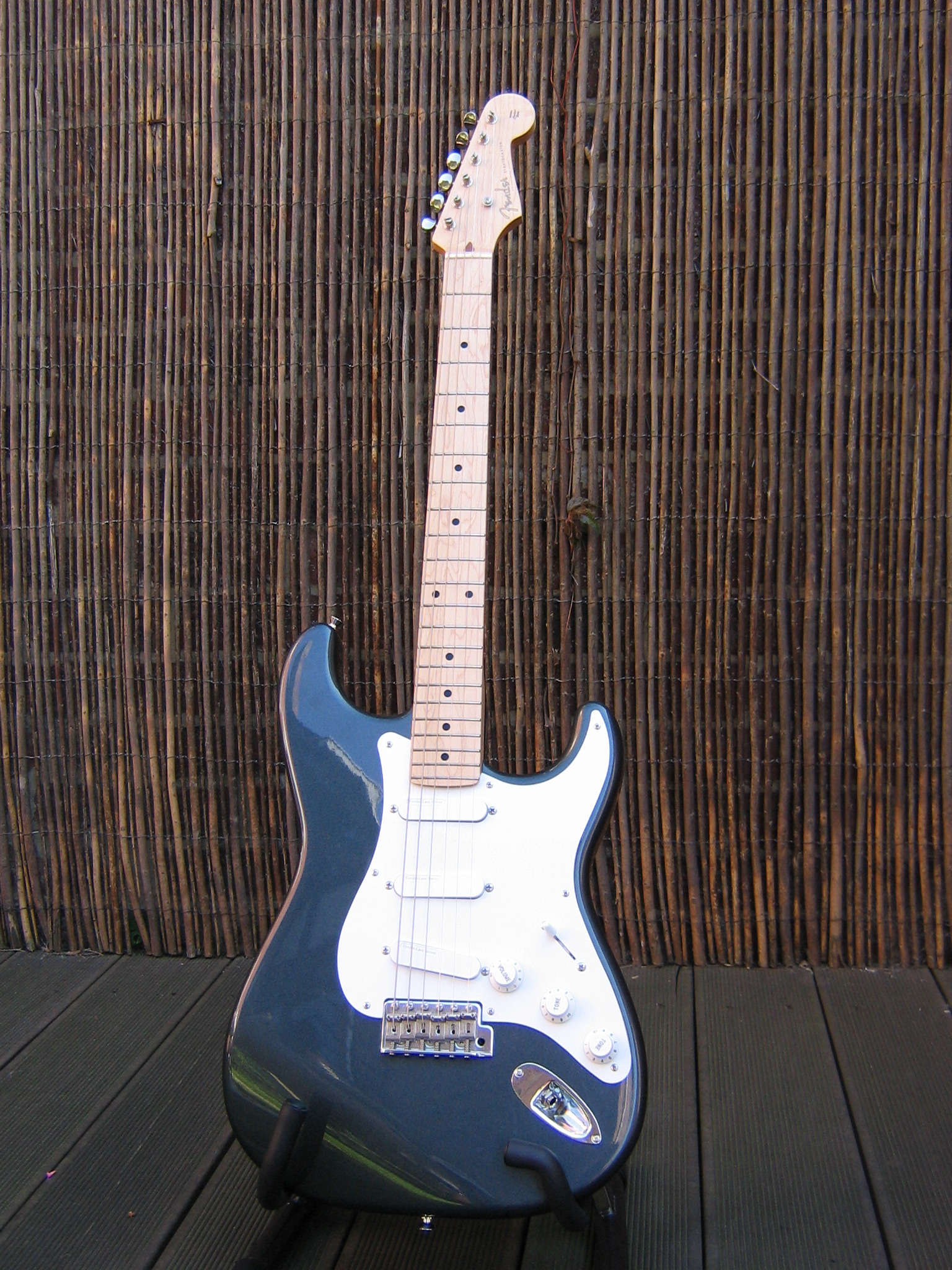
ST-54LS 100 Crafted in Japan

1998-ban a Fender Japan kiadta az ST-54LS 100 modellt amely szinte teljesen megegyezik az 1988-ban kiadott eredeti modellel. Bár a FMIC hivatalosan ezt nem sorolja az Eric Clapton modellek közé – sem a gitáron, sem a tartozékain, sem a csomagoláson, sem pedig reklámanyagban nem található utalás a művészre, és az aláírása sem szerepel a gitáron sehol – a szinte teljes hasonlóság egyértelműsíti az inspirációt. Fekete („Black”), fehér („Vintage White”), piros („Torino Red”), és sötétkék („Gun Metal Blue”) színekben készült Lace Sensor Gold hangszedőkkel, TBX, és midboost elektronikával. Európában nem volt kapható, itt nagyon körülményes és költséges beszerzése miatt ritka gitár – annak ellenére, hogy nem korlátozott darabszámban készült. 2010-ben fejeződött be a gyártása.

#### Különbségek a párhuzamosan kapható Crafted in Japan, és a Made in USA gitárok között
|                                    | ST-54LS 100 CIJ                                                                             | Made in USA |
| ---------------------------------- | ------------------------------------------------------------------------------------------- | --- |
| nyakmerevítő-pálca állítócsavarja  | a test felőli oldalon                                                                       | a fejnél |
| 9V-os telep elhelyezése            | a test hátulján a rugókamra mellett                                                         | a test hátulján a rugókamrában |
| húrvezető a fejen                  | kerek (1 db)                                                                                | szárnyas (1 db) |
| hangszedők                         | Fender Lace Sensor Gold (3 db)                                                              | 1988-2001 Fender Lace Sensor Gold (3 db) 2001- Vintage Noiseless (3 db)                                                                                |
| származási hely feltüntetése       | hátul a nyakon a nyak és a test találkozásánál                                              | nincs |
| Eric Clapton aláírás               | nincs                                                                                       | elöl a fejen az „Original Contour Body” logó helyén |
| „Original Contour Body” logó       | elöl a fejen                                                                                | nincs |
| sorozatszám                        | hátul a nyakon a nyak és a test találkozásánál                                              | hátul a fejen |
| színek                             | - Black (fekete) - Vintage White (fehér) - Torino Red (piros) - US Gunmetal Blue (sötétkék) | - Black (fekete) - Olympic White (fehér) - Torino Red (piros) - Pewter (ónszürke) - Candy Green, vagy más néven 7UP Green (zöld, 2010-ig volt kapható) |
| nyakcsavar takarólemez (neckplate) | gravírozás nélkül                                                                           | gravírozott „Fender” logó |
| tremoló rendszer                   | S5D vintage                                                                                 | American Vintage |

### A Bacchus BST-GL (1998)
A Bacchus BST-GL egy Japánban készült másolata a Fender Gold Leaf Stratocaster-nek, eredeti amerikai Fender elektronikával, és hardware-ekkel, választhatóan Fender Lace Sensor Gold, vagy Vintage Noiseless hangszedőkkel. A fejen nem az eredeti Fender spagetti logó, hanem a cég saját „Bacchus Custom Guitars” logója látható – bár vásárlók kérésére az újabb modelleken ezt elhagyták, így ezeken semmilyen logó sincs.

### A Fender Crash Stratocaster (2001)

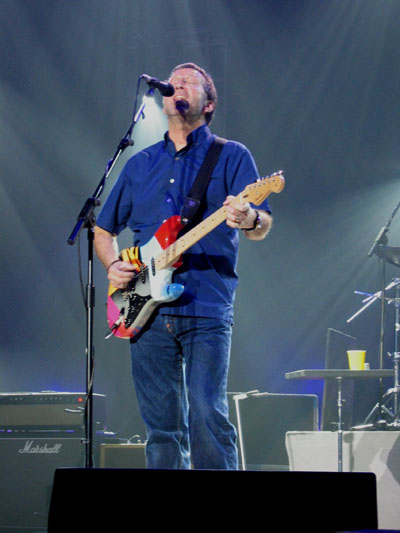
Clapton 2004-ben a "Crash #3"-mal

A Crash gitárokat az ismert new-york-i művész John „Crash” Matos látta el egyedi mintával. 50 darab készült belőle, számozással megkülönböztetve (#1, #2 #3 stb.). A kereskedelmi forgalomba került, bárki által megvásárolható 50 darab gitár egyike sem Eric Clapton Signature Stratocaster. A Clapton által birtokolt 5 darab nincs benne ebben az ötvenben, és némi zavart okoz, hogy több forrás #1-es, #2-es, #3-as-ként említi őket – holott ezen gitárok mintája (mivel egyediek) természetesen eltér a sorozat hasonlóan számozott hangszereitől. Clapton 2001 és 2004 között használta ezeket a gitárokat – a Rainbow Strat néven ismert példányt (vagy másképpen: Crash #1) láthatjuk a One More Car, One More Rider című DVD-n. A #4-es, és #5-ös jelölésűt nem használta nyilvánosság előtt.

### A Fender Crossroads Stratocaster és Crossroads Twin ’57 erősítő szett (2007)
A Fender Custom Shop 2007. július 20-án mutatta be ezt a limitált szériát – 100 darab készült belőle, ebből 50 darab egy különleges kivitelű Fender Twin '57 erősítővel szettben került piacra. Minden gitár szigorú előírások alapján készül és a pontos mása Clapton gitárjának (ezt láthatjuk a Crossroads: Eric Clapton Guitar Festival 2007 című DVD borítóján, jóllehet Clapton nem ezt a gitárt használta a koncerten). A gitár különlegessége a fekete alapszínen fehérrel megjelenített Eric Clapton által tervezett grafika, amely egy mosolygó napot, és a „Crossroads Antigua” feliratot ábrázolja. A grafika miatt ez a gitár Sun Strat néven ismert.
Az erősítő egy 1957-es Twin Amp másolata, a védőszöveten ugyanúgy megtalálható a grafika, továbbá a hátulján egy fémcímke szintúgy a grafikával, illetve Eric Clapton aláírásával.
A gitár bemutatóján New Yorkban a Bryant Parkban Eric Clapton és John Mayer a Crossroads című Robert Johnson szerzeményt adták elő, amit még a 60-as években Clapton a Cream-mel vitt sikerre – mindketten Sun Strat-on játszva. John Mayer példánya külsőre abban eltért a kapható változattól, hogy rózsafa fogólappal készült – szemben az eredeti jávor fogólapos nyakával. Az eseményt a televízió élőben közvetítette a Good Morning America show-műsor kereteiben.

### 10th Anniversary Crossroads Antigua Stratocaster (2008)
1978-ban mutatta be a Fender az „Antigua” felületkezelést, amit aztán a zászlóshajó Stratocaster-től a klasszikus Coronado Bass-en át sokféle modellen megjelentetett. Ezek a gitárok később gyűjtők körében nagy népszerűségre tettek szert, ami hamarosan a drasztikusan megemelkedett használt árakban mutatkozott meg. A prototípus példányt a legendás tervező Martin DeCasas kapta meg, aki 1964-től dolgozott a színsémákon a Fender fullerton-i gyárában – egészen annak 1985-ös bezárásáig.
2008-ban Sam Ash ötvözte az Eric Clapton Stratocaster, és a Crossroads Centre Antigua szellemét egy 100-as korlátozott darabszámban kiadott sorozatban. A Custom Shop gitárok jellemzői megegyeznek a normál Clapton Signature-ökkel, de egy különleges „Antigua” felületkezelést, fekete hangszedő borítást, és fekete potméter sapkákat kaptak, továbbá a szokásos „Tweed” tok helyett fekete tokban szállítják. A 100 darabos széria teljes bevételéből 100 000 dollárt ajánlott fel a gyártó a Crossroads Centre Antigua javára.

### Limited Edition Daphne Blue és EC Grey Stratocasters (2009)

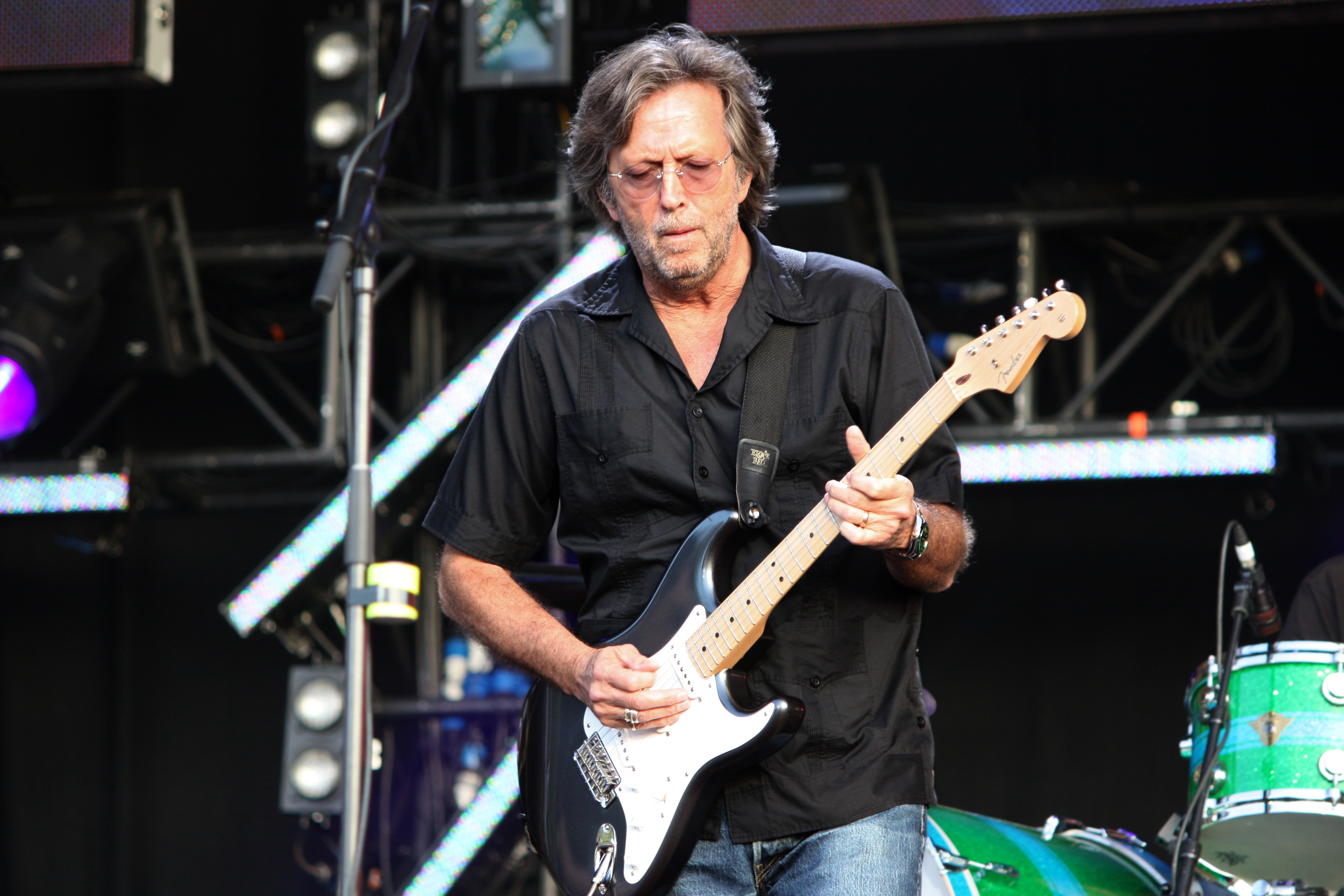
Eric Clapton 2008-ban egy EC Grey (Grigio Silverstone) Strat-tal

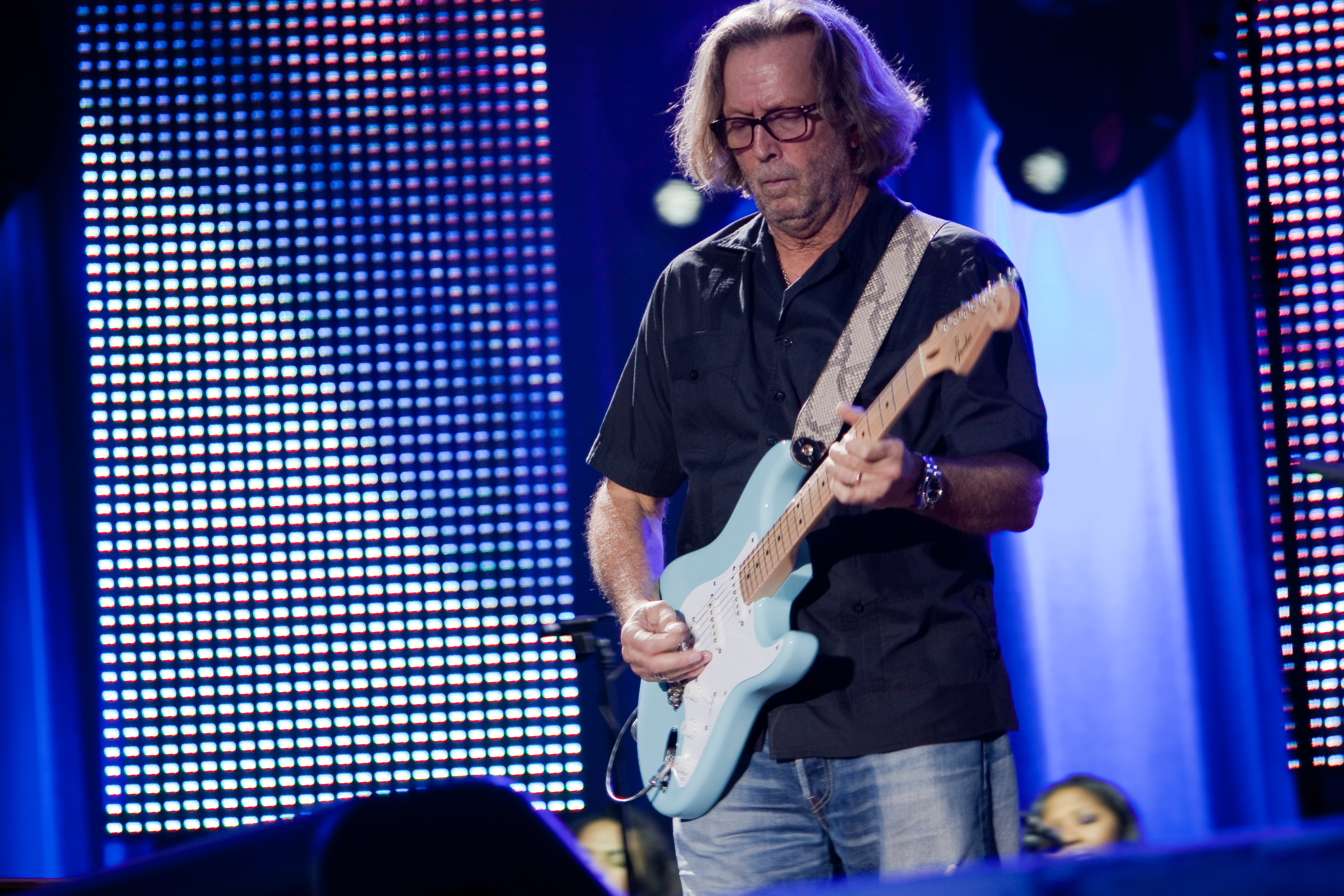
A Daphne Blue Strat (2010. június 5. München Clapton Winwood Tour '10)

Két különleges színben – pasztell kék (Daphne Blue), és szürke (EC Grey) adta ki 2009-ben a Fender Custom Shop annak a két gitárnak a korlátozott darabszámú pontos másolatát amit Eric a 2006/2007-es világ-körüli turné, és a 2009-es ausztrál turné során használt. Az „EC Grey” valamivel sötétebb árnyalat a „Pewter”-nél. Ez a szín a Fender terminológiájában jelenik meg „EC Grey” megnevezéssel, valójában a Ferrari színválasztékából származó árnyalat és eredetileg „Grigio Silverstone” a megnevezése. A tulajdonságokat illetően a gitárok megegyeznek a nem korlátozott darabszámú Custom Shop Eric Clapton Stratocasterek-kel. A hangszerekhez jár egy fekete kemény-tok, kábel, és heveder is. Az FMIC honlapján megjelent közlemény szerint kizárólag a 2010-es év során volt elérhető ez a két modellváltozat. Eric Clapton a Live from Madison Square Garden (2009) című DVD-n is ezen gitárokkal látható, továbbá a 2010-es turnék során is főképpen ezt a két gitárt használta.

## A mid-boost és TBX elektronika
Az Eric Clapton Stratocasterek elektronikája mindenképpen megérdemel egy kis kitérőt, hiszen jelentősen meghatározza a gitár hangszínét, és talán a legjellegzetesebb tulajdonsága ennek a hangszernek. A többi összetevőt felfedezhetjük a cég egyéb modelljeiben is, de a TBX és Mid Boost elektronika leginkább ezzel a modellel kapcsolható össze – ezen kívül csak a Buddy Guy Stratocasterben található meg. Az elektronika az összes alkatrésszel, és szerelési rajzzal, illetve útmutatóval együtt külön is megvásárolható (körül-belül 90 dollárért) – lehetőséget nyújtva utólagos beépítésre. A beszerelést megnehezíti, hogy egy nyomtatott áramkör, és egy 9V-os telep is része az elektronikának – ezek helyét szakembernek bele kell marni a testbe. A szerelési útmutatóban Telecasterbe történő beszerelés is részletezve van.
| kapcsoló pozíciója | aktív hangszedő |
| ------------------ | --------------- |
|                    |                 |
|                    |                 |
|                    |                 |
|                    |                 |
|                    |                 |

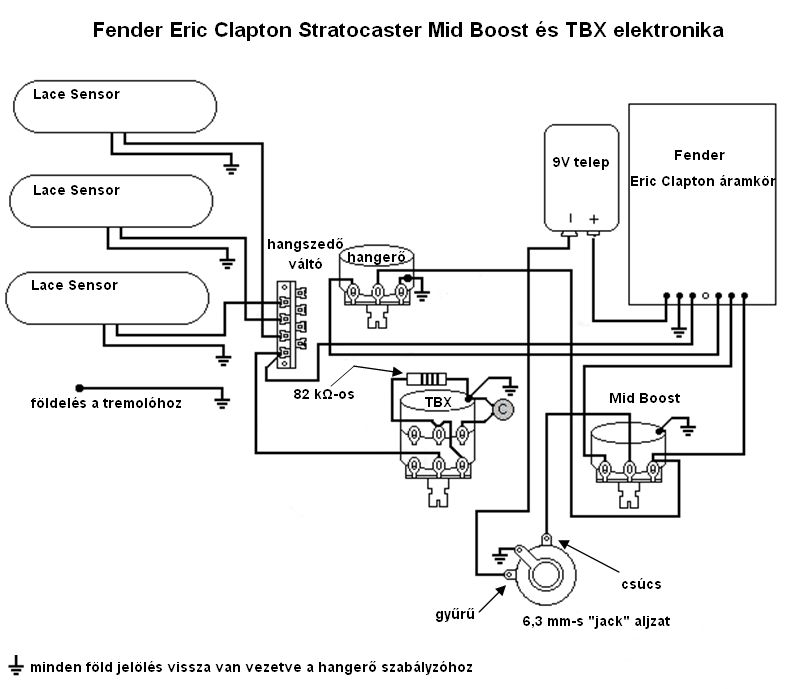
Mid Boost és TBX elektronika sematikus rajza

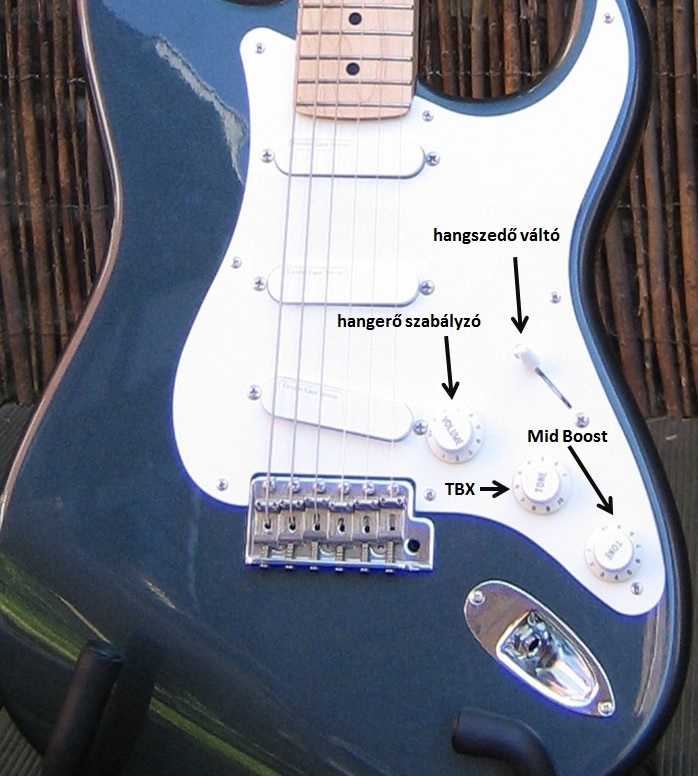
Fender Stratocaster Eric Clapton kezelőszervei

Külsőre, és elhelyezkedésükben a kezelőszervek nem térnek el egy hagyományos Stratocastertől, azonban másképpen befolyásolják a hangszínt. A hangszedő váltó ötállású és a szokásos hangszedő állásokat tudjuk vele kapcsolni. Számokkal is szokás utalni rá, hogy melyik állásban van a hangszedő váltó – a hangerő szabályzó felőli az 1-es állás (ez a nyaki hangszedőt kapcsolja), és a jack-aljzat felé haladva nő a számozás.
A hangszedőkhöz közelebb található potméter – ugyanúgy mint egy átlagos Stratocasteren – a hangerőt szabályozza fokozatmentesen 1-től 10-ig skálázva.
Középen található a TBX szabályzó – itt egy normál Stratocasteren, a nyaki hangszedő hangszínszabályzója van. A TBX is hangszínt szabályoz, azonban két potenciométer van egymásra építve – egy 250 kΩ-os, és egy 1 MΩ-os. 1-től 5-ig úgy szabályoz, mint egy normál hangszínszabályzó, azonban 5 és 10 között több mély, és több magas hangot enged át – egyedi hangszínt eredményezve. Jelentős különbség még a hagyományos Strat-okhoz képest, hogy nem csak a nyaki hangszedőre, hanem mindháromra hatással van. A játék közbeni szabályozást megkönnyíti, hogy 5-ös állásban egy kicsit megakad a potméter – így ránézés nélkül is tudhatja a gitáros, hogy milyen pozícióban van a szabályzó.
A jack-aljzathoz közelebb eső potenciométer a mid-boost szabályzó. Itt nem maga a szabályzó hozza létre a hangszín változását, hanem egy nyomtatott áramkörön elhelyezett elektronika, amely a test egy külön erre a célra bemart üregében van elhelyezve. Ezzel egy túlvezérelt, torzított – úgynevezett „overdrive” – hangszínt érhetünk el, külön effekt használata nélkül. Nagy előnye egy torzító pedállal szemben, hogy nem csak ki-be kapcsolható, hanem a torzítás mértéke játék közben könnyedén és fokozatmentesen állítható. Mindegyik hangszedő állásra hatással van.

## Fordítás
Ez a szócikk részben vagy egészben  az   Eric Clapton Stratocaster című angol Wikipédia-szócikk fordításán alapul.  Az eredeti cikk szerkesztőit annak laptörténete sorolja fel. Ez a jelzés csupán a megfogalmazás eredetét és a szerzői jogokat jelzi, nem szolgál a cikkben szereplő információk forrásmegjelöléseként.